# Everett Carll Ladd
Everett Carll Ladd (*  24. September 1937 in Saco, Maine; † 8. Dezember 1999 in Windham, Connecticut) war ein US-amerikanischer Politikwissenschaftler und Meinungsforscher.

## Leben und Wirken
Everett Carll Ladd studierte Politikwissenschaft zunächst am Bates College im US-Bundesstaat Maine und erwarb den Bachelorgrad. Er setzte dann sein Studium an der Cornell University fort und promovierte dort 1964 zum Ph.D. Von 1964 bis zu seinem frühen Tod im Jahre 1999 war er dann Professor für Politikwissenschaft an der University of Connecticut. Frühzeitig beschäftigte sich Ladd mit der sozialen bzw. politischen Meinungsforschung und gründete an dieser Universität das "Social Science Data Centre" (später "Institute for Social Inquiry" genannt). Als im Jahre 1978 das "Roper Center for Public Opinion Research" (gegründet 1946) vom Williams College (Massachusetts) an die University of Connecticut verlegt wurde, übernahm Ladd die Leitung dieser Einrichtung. Er initiierte dort eine riesige Datensammlung aus dem Bereich der weltweiten Meinungsforschung. 
Neben seiner wissenschaftlichen Arbeit betätigte sich Everett Carll Ladd als auch als Journalist und veröffentlichte außer in Fachzeitschriften zahlreiche Artikel etwa im "Wall Street Journal", der "New York Times" oder dem "Christian Science Monitor". Eine enge Verbindung unterhielt er mit dem "American Enterprise Institute".

## Veröffentlichungen (Auswahl)
- Negro political leadership in the South. Cornell University Press, Ithaca, NY 1966.
- American political parties. Social change and political response. Norton, New York 1970, ISBN 0-393-09964-4.
- (mit Seymour Martin Lipset): Jewish academics in the United States. Their achievement, culture, and politics. In: The American-Jewish year-book, Bd. 72 (1971), S. 89–128.
- (mit Seymour Martin Lipset): The Politics of American sociologists. In: American Journal of Sociology, Bd. 78 (1972), H. 1, S. 67–104.
- (mit Seymour Martin Lipset): Academics, politics, and the 1972 election. American Enterprise Institute, Washington, D.C. 1973.
- (mit Charles D. Hadley): Political parties and political issues. Patterns in differentiation since the New Deal. Sage, Beverly Hills 1973, ISBN 0-8039-0357-X.
- (mit Seymour Martin Lipset): Professors, unions, and American Higher Education. 3. Aufl. American Enterprise Institute, Washington, D.C. 1974.
- (mit Seymour Martin Lipset): The divided academy. Professors and politics. McGraw-Hill, New York 1975, ISBN 0-07-010112-4.
- (mit Charles D. Hadley): Transformations of the American party system. Political coalitions from the new deal to the 1970s. Norton, New York 1975.
- Where have all the voters gone? The fracturing of America's political parties. Norton, New York 1978, ISBN 0-393-05691-0 (2. Aufl. 1982).
- Ideology in America. Change and response in a city, a suburb, and a small town. University Press of America, Lanham, Md 1986, ISBN 0-8191-5219-6 (Reprint der Erstausgabe von 1969).
- (Mitautor): The American Polity Reader. 2. Aufl. Norton, New York 1993.
- The American ideology.  An exploration of the origins, meaning, and role of American political ideas. Roper Center, Srorrs, Conn. 1994, ISBN 1-887415-00-9.
- (mit Karlyn H. Bowman): Attitudes toward the environment. Twenty-five years after Earth Day. AEI Press, Washington, D.C. 1995
- (mit Karlyn H. Bowman): Public opinion in America and Japan. How we see each other and ourselves. AEI Press, Washington, D.C. 1996, ISBN 0-8447-7057-4.
- (mit Karlyn H. Bowman): Attitudes toward economic inequality. AEI Press, Washington, D.C. 1998.
- (mit Karlyn H. Bowman): What's wrong? A survey of American satisfaction and complaint. AEI Press, Washington, D.C. 1998, ISBN 0-8447-3955-3.
- (mit Karlyn H. Bowman): Public opinion about abortion. 2. Aufl. AEI Press, Washington, D.C. 1999, ISBN 0-8447-7126-0.
- The Ladd Report. Free Press, New York 1999, ISBN 0-684-83735-8.